# Чиконамель (муниципалитет)
Чиконамель (исп. Chiconamel) — муниципалитет в Мексике, штат Веракрус, расположен в регионе Верхняя Уастека. Административный центр — Чиконамель.

## Состав
В муниципалитет входит 50 населённых пунктов.